# Jürgen Wolter (Richter)
Jürgen Wolter (* 7. Juli 1943 in Marienhof, Mecklenburg) ist ein deutscher Jurist und früherer Richter am Bundesarbeitsgericht.

## Werdegang
Wolter studierte Rechtswissenschaften in Berlin, Münster und Hamburg. Nach dem vor dem Hanseatischen Oberlandesgericht in Hamburg abgelegten Zweiten Juristischen Staatsexamen war er als wissenschaftlicher Assistent bzw. Hochschulassistent am Seminar für Arbeitsrecht der Universität Hamburg tätig. Dort wurde er 1978 mit der Dissertation „Der Schutz des Arbeitnehmers vor betriebsbedingter Kündigung“ zum Dr. iur. promoviert. 
1985 trat Wolter in den höheren Justizdienst der Hansestadt Hamburg ein, wo er zunächst als Richter am Arbeitsgericht Hamburg tätig war. Von Mai 1989 bis März 1994 war er im Umfang einer halben Richterstelle an die Universität Hamburg abgeordnet und nahm dort eine Vertretungsprofessur im Arbeitsrecht wahr. Anschließend wurde Wolter bis Oktober 1994 zum Landesarbeitsgericht Hamburg abgeordnet.
1999 wurde Wolter zum Richter am Bundesarbeitsgericht ernannt, wo er dem 4. Senat zugeordnet wurde. Ende Juli 2008 trat er altersbedingt in den Ruhestand.